# Ordinador quàntic de ressonància magnètica nuclear

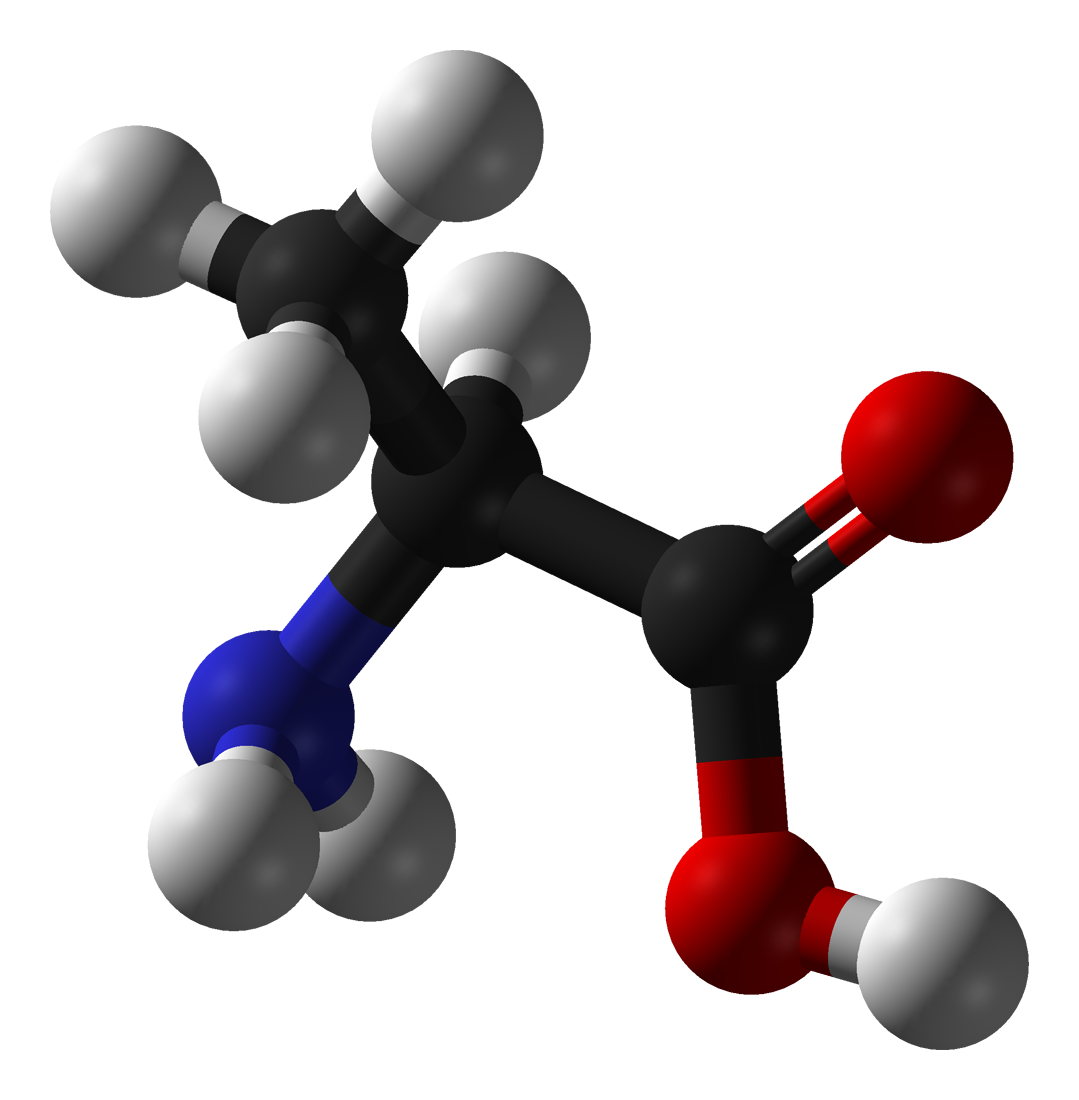
Molècula d'alanina utilitzada en la implementació de RMN de la computació quàntica. Els qbits s'implementen mitjançant estats de spin dels àtoms de carboni negre

La computació quàntica de ressonància magnètica nuclear (NMRQC, de l'anglès nuclear magnetic resonance quantum computing) és un dels diversos enfocaments proposats per construir un ordinador quàntic, que utilitza els estats d'espin dels nuclis dins de molècules com a qbits (o 'bits quantics'). Els estats quàntics es sondegen a través de les ressonàncies magnètiques nuclears (RMN), cosa que permet implementar el sistema com una variació de l'espectroscòpia de ressonància magnètica nuclear. La RMN es diferencia d'altres implementacions d'ordinadors quàntics perquè utilitza un conjunt de sistemes, en aquest cas molècules, en lloc d'un únic estat pur.
Inicialment, l'enfocament va ser utilitzar les propietats d'espin dels àtoms de molècules particulars en una mostra líquida com a qbits, això es coneix com a RMN d'estat líquid (LSNMR). Des d'aleshores, aquest enfocament ha estat substituït per RMN d'estat sòlid (SSNMR) com a mitjà de càlcul quàntic.

## Ressonància magnètica nuclear d'estat líquid
La imatge ideal del processament d'informació quàntica (QIP) de la RMN en estat líquid (LSNMR) es basa en una molècula en la qual alguns dels nuclis del seu àtom es comporten com a espín.12 Segons quins nuclis es considerin, tindran diferents nivells d'energia i diferent interacció amb els seus veïns i així es podran tractar com a qbits distingibles. En aquest sistema se solen considerar els enllaços interatòmics com la font d'interaccions entre qbits i explotar aquestes interaccions gir-spin per realitzar portes de 2 qbits com els CNOT que són necessàries per a la computació quàntica universal. A més de les interaccions spin–spin natives de la molècula, es pot aplicar un camp magnètic extern (en laboratoris de RMN) i aquests imposen portes de qbit únics. Aprofitant el fet que diferents girs experimentaran diferents camps locals, es té control sobre els girs individuals.
La imatge descrita anteriorment està lluny de ser realista, ja que es tracta d'una sola molècula. La RMN es du a terme en un conjunt de molècules, normalment amb fins a 1015 molècules. Això introdueix complicacions al model, una de les quals és la introducció de la decoherència. En particular, hi ha el problema d'un sistema quàntic obert que interacciona amb un nombre macroscòpic de partícules properes a l'equilibri tèrmic (~mK a ~300 K). Això ha portat al desenvolupament de tècniques de supressió de la decoherència que s'han estès a altres disciplines com ara els ions atrapats. L'altre tema important pel que fa a treballar prop de l'equilibri tèrmic és la mixtura de l'estat. Això va requerir la introducció del processament quàntic de conjunt, la principal limitació del qual és que a mesura que s'hi introdueixen més qbits lògics al sistema es necessiten mostres més grans per tal d'aconseguir senyals discernibles durant la mesura.

## Ressonància magnètica nuclear d'estat sòlid
La RMN d'estat sòlid (SSNMR), a diferència de la LSNMR, utilitza una mostra d'estat sòlid, per exemple, una xarxa de diamant de vacant de nitrogen, en lloc d'una mostra líquida. Això té molts avantatges com la manca de decoherència de difusió molecular, es poden aconseguir temperatures més baixes fins al punt de suprimir la decoherència fotònica i una major varietat d'operacions de control que ens permeten superar un dels grans problemes de LSNMR que és la inicialització. A més, com en una estructura cristal·lina es pot localitzar amb precisió els qbits, es pot mesurar cada qbit individualment, en lloc de tenir una mesura conjunta com en LSNMR.

## Història
L'ús d'espins nuclears per a la computació quàntica va ser discutit per primera vegada per Seth Lloyd i per David DiVincenzo. Cory, Fahmy i Havel  i Gershenfeld i Chuang van introduir de manera independent la manipulació d'espins nuclears per a la computació quàntica mitjançant la RMN d'estat líquid. Es va obtenir un èxit primerenc en la realització d'algorismes quàntics en sistemes de RMN a causa de la relativa maduresa de la tecnologia de RMN. Per exemple, l'any 2001 els investigadors d'IBM van informar de la implementació reeixida de l'algorisme de Shor en un ordinador quàntic de RMN de 7 qbits. Tanmateix, fins i tot des dels primers dies, es va reconèixer que els ordinadors quàntics de RMN mai serien molt útils a causa de la mala escala de la relació senyal-soroll en aquests sistemes. Treballs posteriors, especialment de Caves i altres, van demostrar que tots els experiments en la computació quàntica de RMN de conjunt en estat líquid fins aleshores no tenien entrellaçament quàntic, que es pensa que és necessari per a la computació quàntica. Per tant, és probable que els experiments de computació quàntica de RMN hagin estat només simulacions clàssiques d'un ordinador quàntic.

## Representació matemàtica
El conjunt s'inicialitza per ser l'estat d'equilibri tèrmic (vegeu mecànica estadística quàntica). En llenguatge matemàtic, aquest estat ve donat per la matriu de densitat:
{\displaystyle \rho ={\frac {e^{-\beta H}}{\operatorname {Tr} (e^{-\beta H})}},}
on H és la matriu hamiltoniana d'una molècula individual i
{\displaystyle \beta ={\frac {1}{k\,T}}}
on {\displaystyle k} és la constant de Boltzmann i {\displaystyle T} la temperatura. Que l'estat inicial de la computació quàntica RMN estigui en equilibri tèrmic és una de les principals diferències en comparació amb altres tècniques de computació quàntica, on s'inicien en estat pur. No obstant això, els estats mixtos adequats són capaços de reflectir la dinàmica quàntica que porten a Gershenfeld i Chuang a denominar-los «estats pseudo-purs».
Les operacions es fan sobre el conjunt mitjançant polsos de radiofreqüència (RF) aplicats perpendicularment a un camp magnètic fort i estàtic, creat per un imant molt gran (vegeu ressonància magnètica nuclear).
Cal pensar en aplicar un camp magnètic al llarg de l'eix z, fixant-lo com a eix de quantificació principal, en una mostra líquida. L'hammiltonià per a un sol gir estaria donat pel terme Zeeman o desplaçament químic:
{\displaystyle H=\mu B_{z}=I_{z}\omega }
on {\displaystyle I_{z}} és l'operador de la component z del moment angular nuclear, i {\displaystyle \omega } és la freqüència de ressonància de l'espín, que és proporcional al camp magnètic aplicat.
Considerant que les molècules de la mostra líquida contenen dos12 el sistema hamiltonià tindrà dos termes de desplaçament químic i un terme d'acoblament dipol:
{\displaystyle H=\omega _{1}I_{z1}+\omega _{2}I_{z2}+2J_{12}I_{z1}I_{z2}}
El control d'un sistema de spin es pot fer mitjançant polsos selectius de RF aplicats perpendicularment a l'eix de quantificació. En el cas d'un sistema de dos espins tal com s'ha descrit anteriorment, es poden distingir dos tipus de polsos: polsos «tous» o selectius d'espín, el rang de freqüències dels quals abasta només una de les freqüències de ressonància i, per tant, només afecta aquest espín; i polsos «durs» o no selectius el rang de freqüències dels quals és prou ampli per contenir ambdues freqüències de ressonància i, per tant, aquests polsos s'acoblen als dos girs. Exemples detallats dels efectes dels polsos en aquest sistema de gir es poden veure en la secció 2 del treball de Cory et al.